# Волошенко Костянтин Сидорович
Волошенко Костянтин Сидорович (1905 , Пенза, Пензенська губернія, Російська імперія  — травень 1988 , Москва ) — співробітник органів державної безпеки; полковник. У 1944 році начальник Управління НКДБ по Львівській області.

## Біографія
Народився в сім'ї слюсаря.
Освіта: 3 класи приходської школи, м. Вольськ Саратовської губернії, 1916; 3 класи Вольского міського училища, 1919.
- З 1919 до 1925 працював конторником; діловодом політичного бюро при Саратовській губернії НК,; діловодом виконавчого комітету у Вольську.
- З квітня 1925 до березня 1926 — завідувач обліком укома комсомолу;
- З березня 1926 до жовтня 1927 — завідувач особистими справами цементно-шиферного заводу «Більшовик» у Вольську.

З листопада 1927 до жовтня 1929 — у РСЧА: курсант, командир відділення 1 автоброньової дивізії, Тифліс.
Потім був інструктором спеціального відділу окружної споживчої спілки, Вольськ 11.29-03.30; інструктором спеціального відділу Центрального робочого кооперативу, Вольськ 03.30-01.31.

## В органах
- 01.31-07.33 — помічник уповноваженого Вольського міського відділу ДПУ ;
- 07.33-10.33 — на курсах по підготовці заступник начальника політичних відділів МТС по роботі ОГПУ, Сталінград ;
- 10.33 — 02.35 — заступник начальника політичного відділів по роботі ОГПУ-НКВС Арчадіно-Чернушенської МТС, Фроловський район Сталінградського краю;
- начальник районного відділення НКВС, станція Добринська, Сталінградський край 03.35-10.35;
- 10.35-03.07.36 — навчання у ЦШ НКВС СРСР ;
- оперуповноважений 5 відділення СПО ГУГБ НКВС СРСР 03.07.36-11.38;
- начальник 4 відділення 3 відділення ГЭУ НКВС СРСР 11.38-11.39;
- начальник спезагону НКВС СРСР, Фінський фронт 11.39-03.40;
- начальник 4 відділення 3 відділення ГЭУ НКВС СРСР 03.40-26.02.41;
- начальник УНКВС Краснодарського краю 26.02.41-31.07.41;
- начальник УНКВС Алтайського краю 31.07.41-07.05.43;
- начальник УНКДБ Алтайського краю 07.05.43-22.03.44;
- начальник УНКДБ Львівської області 22.03.44-09.10.44;
- начальник УНКДБ Миколаєвської області 09.10.44 — 22.11.44;
- начальник УНКДБ-УМДБ Смоленської області 22.11.44-27.11.50;
- одночасно на курсах вищого керівного складу МДБ СРСР 09.49-03.50;
- начальник УМДБ Івановської області 27.11.50-09.07.52;
- заступник начальника УМДБ Тульскої області 25.09.52-16.03.53;
- заступник начальника УМВС Тульскої області 23.03.53-04.54;
- заступник начальника УКДБ Тульскої області 14.08.54 — 03.01.56;
- звільнений по службовій невідповідності.
- Пенсіонер з січня 1956, Тула, з 02.58 — Москва.

## Звання
- молодший лейтенант ДБ 20.06.36;
- старший лейтенант ДБ 07.06.39 ;
- майор ДБ 01.03.41;
- полковник ДБ 14.02.43.

## Нагороди
- орден Червоного Прапора 25.07.49;
- Орден Вітчизняної війни 2 ступеня 16.09.45;
- 3 ордени Червоної Зірки 20.09.43, 20.10.44, 03.11.44;
- 11 медалей;
- знак «Заслужений працівник НКВС» 04.02.42;
- знак «50 років перебування у КПРС» 31.12.81.